# Sarcoramphe roi
Sarcoramphus papa
Genre
Espèce
Statut de conservation UICN

 LC  : Préoccupation mineure
Statut CITES
Le Sarcoramphe roi ou Vautour pape (Sarcoramphus papa) est une espèce de grands vautours d'Amérique centrale et du Sud de la famille des Cathartidae. Il vit principalement dans les forêts tropicales de plaine qui s'étendent du sud du Mexique au nord de l'Argentine. Il est le seul membre survivant du genre Sarcoramphus, les autres membres de celui-ci ne sont connus que comme fossiles.
Son plumage est essentiellement blanc, avec du gris et du noir au niveau des plumes de la collerette qu'il possède au bas du cou, des ailes et de la queue. Sa tête et son cou sont déplumés, avec des couleurs de peau variables : jaune, orange, bleu, violet et rouge. Il est très reconnaissable par sa caroncule jaune au-dessus du bec. Ce vautour est un charognard ; il est souvent le premier à faire une brèche dans la peau d'une nouvelle carcasse et il chasse les plus petites espèces de vautours aux alentours pour se nourrir seul. Il peut vivre jusqu'à 30 ans en captivité et possède 40 paires de chromosomes.
Il est très populaire dans les codex mayas ainsi que dans le folklore local. Bien que figurant actuellement comme peu menacé de disparition sur les listes de l'UICN, il est en diminution principalement par la perte de son habitat.

## Taxonomie et systématique

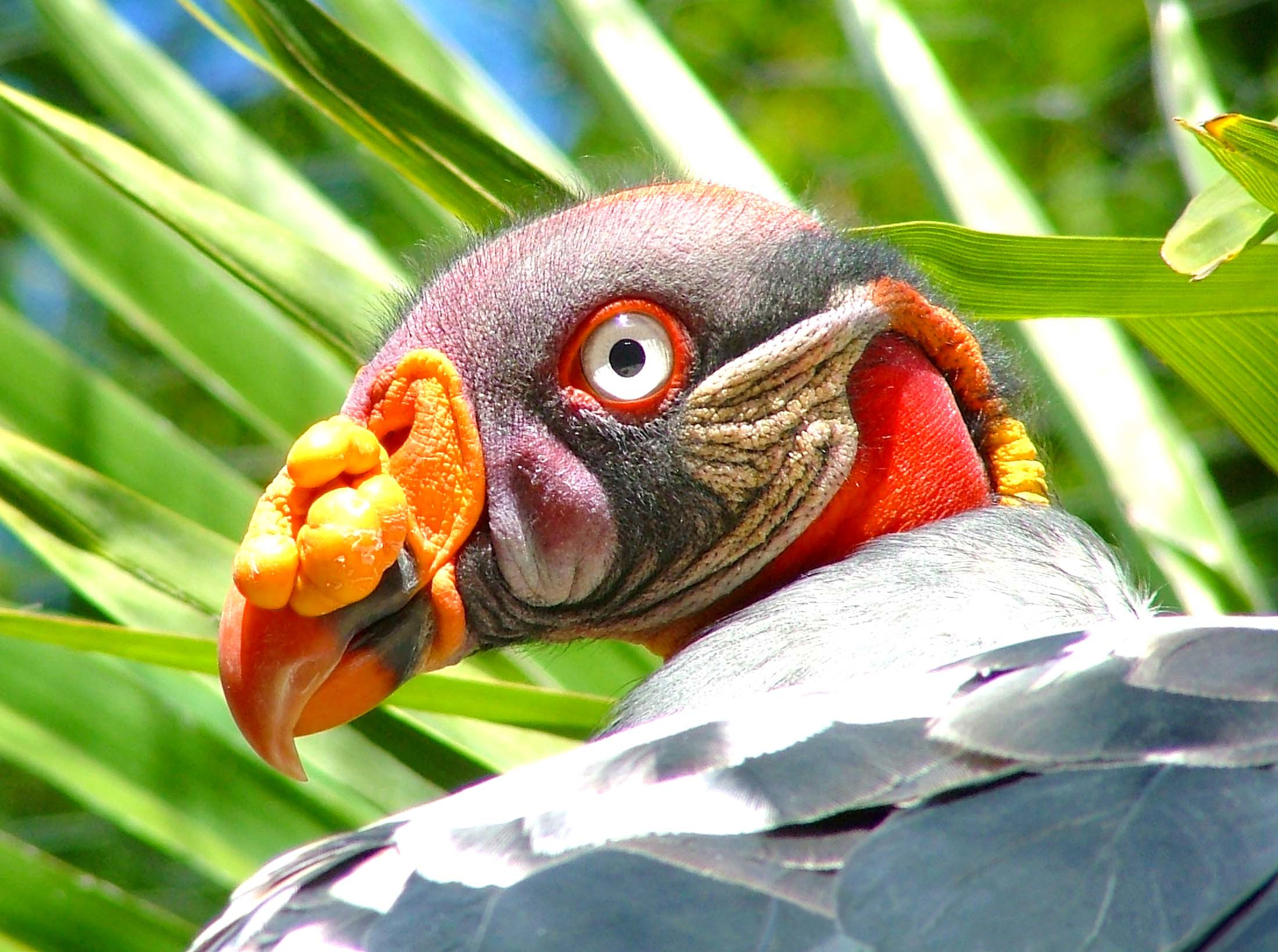
Détail de la tête de Sarcoramphe roi.

Le Sarcoramphe roi a été décrit pour la première fois par Carl Linné en 1758 dans sa dixième édition de son Systema Naturae sous le nom de Vultur papa. Il a été réaffecté au genre Sarcoramphus en 1805 par André Marie Constant Duméril. Le nom générique est un néologisme latin formé à partir des mots grecs σάρξ (sarx, « chair », dont la forme combinée est σαρκο-) et ῥάμφος (rhamphos, "bec crochu d'oiseau de proie") par référence à sa caroncule. L'oiseau a été également classé dans le genre Gyparchus par Constantin Wilhelm Lambert Gloger en 1841, mais cette classification n'est pas utilisée dans la littérature moderne car Sarcoramphus a l'antériorité. Son plus proche parent vivant est le Condor des Andes (Vultur gryphus). Certains auteurs ont classé ces deux espèces dans une sous-famille distincte des autres vautours du Nouveau Monde, mais la plupart des auteurs considèrent que cette subdivision est inutile.
Il y a deux théories pour expliquer le qualificatif « roi » dans son nom commun. La première est que le nom fait référence à son habitude de chasser les autres petits vautours des charognes et de manger seul pendant que les autres attendent. Une autre théorie explique que le nom est dérivé de la légende maya, dans laquelle l'oiseau était un roi qui servait de messager entre les humains et les dieux. Cet oiseau était appelé « corbeau blanc » par les Espagnols du Paraguay.
L'emplacement systématique exact du Sarcoramphe roi et des six autres espèces de vautours du Nouveau Monde reste incertaine. Bien que les vautours de l'Ancien et du Nouveau Monde soient semblables par leur aspect et leur rôle écologique, ils ont évolué à partir d'ancêtres différents dans les différentes parties du monde. Leur différence est encore sujet à débat, avec certaines autorités indiquant récemment que les vautours du Nouveau Monde seraient plus étroitement liés aux cigognes de l'ordre des Ciconiiformes. Récemment, les autorités ont proposé de les maintenir dans l'ordre des Falconiformes avec les vautours de l'Ancien Monde ou de les placer dans leur ordre propre, les Cathartiformes. Le comité de classification d'Amérique du Sud a écarté les vautours du Nouveau Monde des Ciconiiformes et les a mis en incertae sedis, mais note que le passage en Falconiformes ou Cathartiformes est possible.

## Fossiles et évolution
Le genre Sarcoramphus est aujourd'hui monospécifique et a pour seul représentant le Sarcoramphe roi. On a retrouvé différents fossiles généralement identifiés comme appartenant à des espèces distinctes y compris dans des régions où, à l'heure actuelle, le Sarcoramphe roi ne se rencontre pas, mais l'évolution du genre demeure mal connue.
Le Vautour du Kern, Sarcoramphus kernense, vivait dans le Sud-Ouest de l'Amérique du Nord au milieu du Pliocène il y a 3,5 à 2,5 millions d'années. Les connaissances dont on dispose sur cet oiseau sont néanmoins lacunaires. Le seul reste que l'on en ait trouvé est l'extrémité distale d'un l'humérus, découverte à Pozo Creek, dans le comté de Kern, en Californie. Décrit pour la première fois par Loye H. Miller et comparé au Sarcoramphe roi, l'os est semblable par sa courbure et sa forme générale à celui du Sarcoramphe actuel, mais il est de plus grande taille et plus robuste. Le grand espace de temps qui sépare les deux espèces suggère que le Vautour de Kern serait bien d'une espèce distincte, mais comme la pièce fossile est quelque peu endommagée et difficile à analyser, l'affectation de cet oiseau au genre Sarcoramphus reste sujette à caution.
À la fin du Pléistocène, une autre espèce, probablement appartenant au genre, Sarcoramphus fisheri, a vécu au Pérou. Elle semble pouvoir être l'ancêtre de l'actuel Sarcoramphe roi ou, éventuellement, d'une espèce analogue. Peu d'espèces d'oiseaux actuels ont évolué après cette époque en dehors des plus petites, comme les Passeriformes.
On ne peut guère dire de choses de l'évolution historique du genre, principalement parce que les fossiles de vautours du Nouveau Monde sont généralement d'une époque récente et très fragmentaires. Les Teratornithidae ont été une famille dominante en particulier en Amérique du Nord. L'apparition du Sarcoramphe roi semble avoir légèrement précédé le grand échange inter-américain et il est remarquable que l'actuelle diversité des vautours du Nouveau Monde semble provenir d'Amérique centrale. Il semble que le Sarcoramphe roi représente la branche nordique de divergence des lignées S. fisheri - S. papa. Quoi qu'il en soit, les fossiles, bien que peu nombreux, appuient la théorie selon laquelle les ancêtres du Sarcoramphe roi et du Condor des Andes se sont séparés il y a au moins 5 M d'années.

## Le vautour de Bartram
William Bartram, lors de son voyage en Floride dans les années 1770, a décrit dans ses notes un vautour : « Sarcoramphus sacra » ou « S. sacra papa ». Ses notes ont été considérablement modifiées et développées dans l'édition imprimée, probablement par un éditeur qui avait vu des images du Sarcoramphe roi et pensait que l'oiseau brièvement décrit par Bartram était un Sarcoramphe et avait donc étoffé le texte à sa manière.
Plusieurs chercheurs ont tenté de prouver l'existence d'un ancien cousin du Sarcoramphe roi en Floride à une date récente, ce qui supposerait que la population était en voie d'extinction et, finalement, aurait disparu au cours d'une vague de froid. Toutefois, c'est dans une zone où par la suite sera décrit le Caracara à crête que Bartram a vu son rapace. Cet oiseau était commun et facilement visible à l'époque du voyage de Bartram mais il est manifestement absent de ses notes si l'on admet que le rapace qu'il a décrit était un Sarcoramphus.
Bien que les notes originales soient quelque peu ambigües en ce qui concerne l'apparence de l'oiseau, la description est compatible avec celle d'un Caracara. Le comportement de ces oiseaux, tels que consignés par Bartram, est en complet accord avec celui des Caracaras. Par exemple, Bartram a observé que ces oiseaux, après les feux de forêt allaient récupérer les insectes et les tortues-boîtes brulés. Un tel comportement est typique du Caracara, alors que les Sarcoramphes rois, beaucoup plus imposants et aux pattes courtes ne sont pas bien adaptés à la marche.

## Description

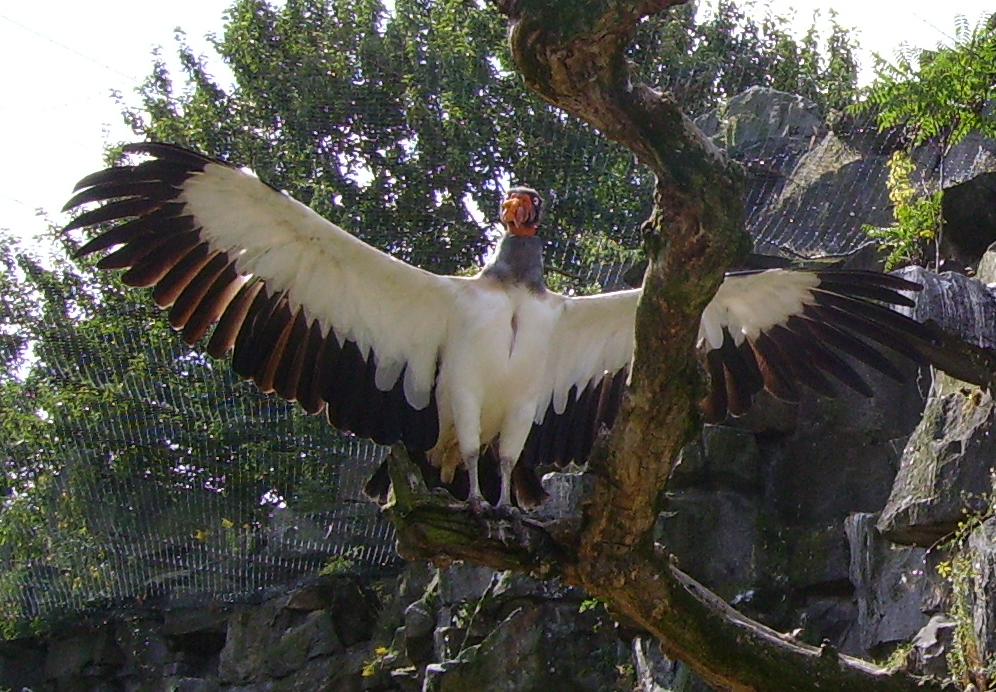
Sarcoramphe roi aux ailes dépliées.

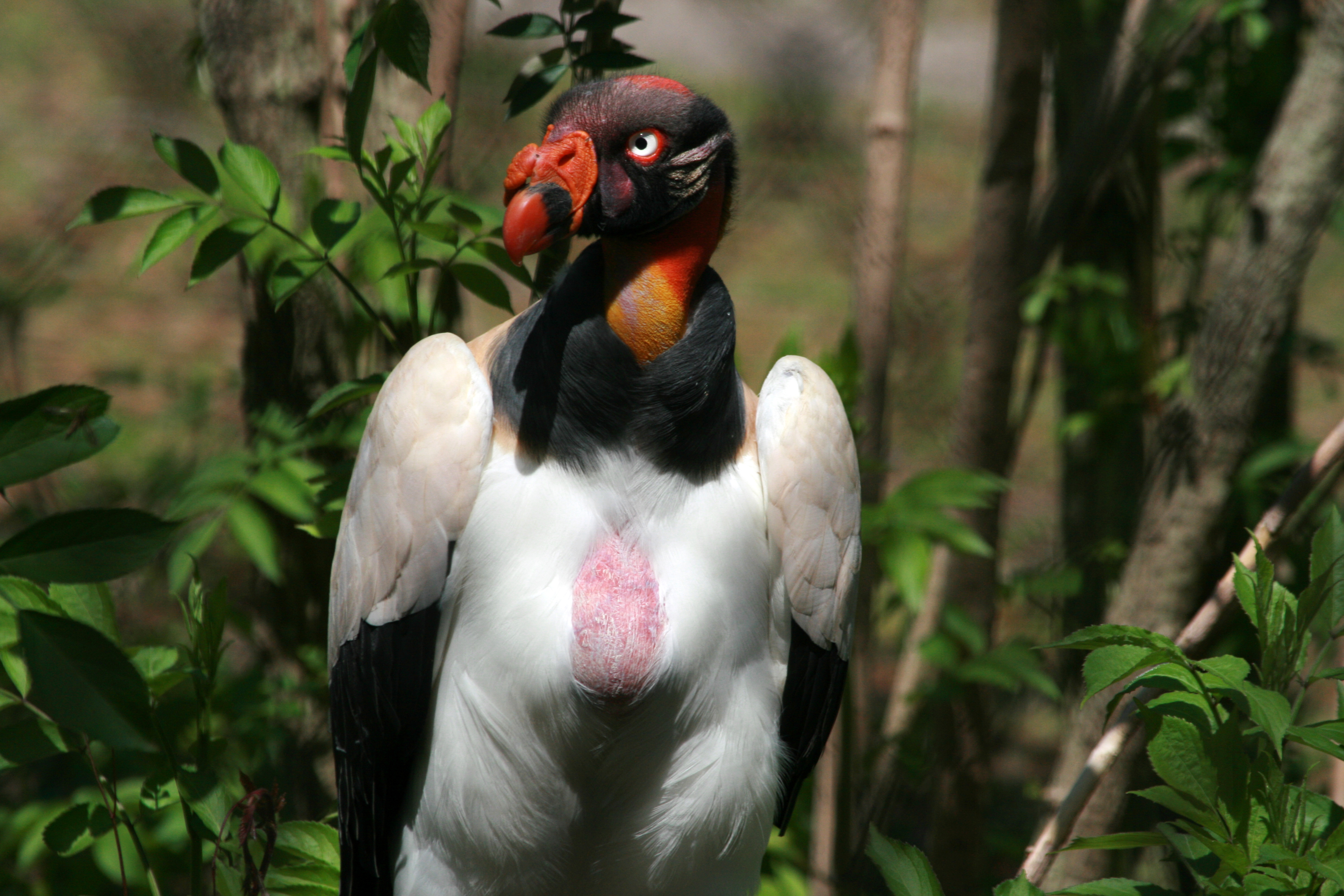
On peut apercevoir le jabot déplumé au-dessous du cou.

Si l'on exclut les deux espèces de condors, le Sarcoramphe roi est le plus grand vautour du Nouveau Monde. Il a une longueur allant de 67 à 80 cm, une envergure de 1,2 à 1,98 m, un poids de 2,7 à 4,5 kg.
Les couleurs des Sarcoramphes rois adultes sont les plus frappantes des couleurs des vautours du Nouveau Monde. Ils ont un plumage bien blanc, alors que la collerette, les rémiges et les plumes de la queue vont du gris au noir opalescent. Le plumage blanc, qui est absent sur une partie du poitrail, a également une légère teinte rose-jaune. Ils ont un bec épais et puissant qui, s'il est le plus puissant des vautours du Nouveau Monde, est très faible comparé à celui d'autres grands oiseaux de proie. Ce bec crochu a des bords coupants. L'oiseau a de grandes ailes et une queue courte, large, carrée. Ses yeux couleur paille sont cerclés de rouge et il a une vue perçante. Contrairement à certains vautours du Nouveau Monde, le Sarcoramphe roi n'a pas de cils. Le Sarcoramphe roi est également très reconnaissable par la caroncule jaune qu'il porte sur son bec rouge à la cire noire; cette caroncule ne se développe pleinement que lorsque l'oiseau a atteint sa quatrième année. Il a également des pattes grises terminées par des griffes longues et épaisses. Ils n'ont pas de dimorphisme sexuel, sans aucune différence dans le plumage et la taille entre mâles et femelles. Le jeune vautour a un bec et les yeux foncés, et un cou gris couvert de duvet qui passera à l'orange lorsqu'il sera adulte. Les jeunes vautours ont un plumage totalement gris ardoise et qui, s'il ressemblera à celui de l'adulte à partir de la troisième année, n'aura complètement son plumage adulte que vers l'âge de cinq ou six ans.
Sa tête et son cou sont déplumés, adaptation hygiénique à son alimentation, avec des poils noirs sur certaines parties de la tête; cette absence de plumes évite de voir les bactéries de la charogne abimer son plumage et permet une certaine stérilisation de la peau sous les effets des rayons du soleil. La peau du cou et de la tête peut avoir de nombreuses couleurs, comme le jaune, l'orange, le bleu, le violet et le rouge. Elle est ridée près des oreilles et au niveau de la nuque.

## Distribution et habitat
- Distribution.

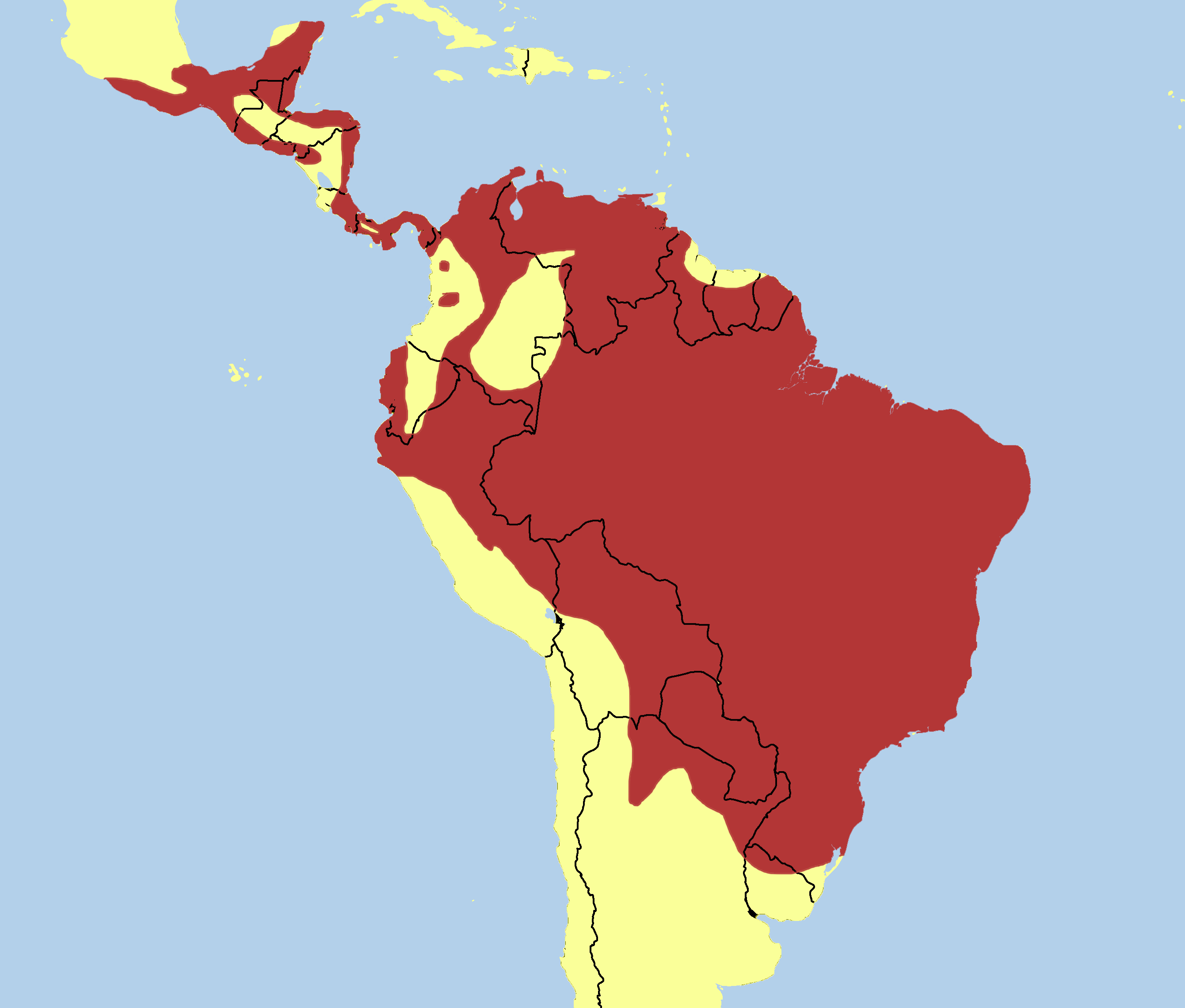
Distribution.

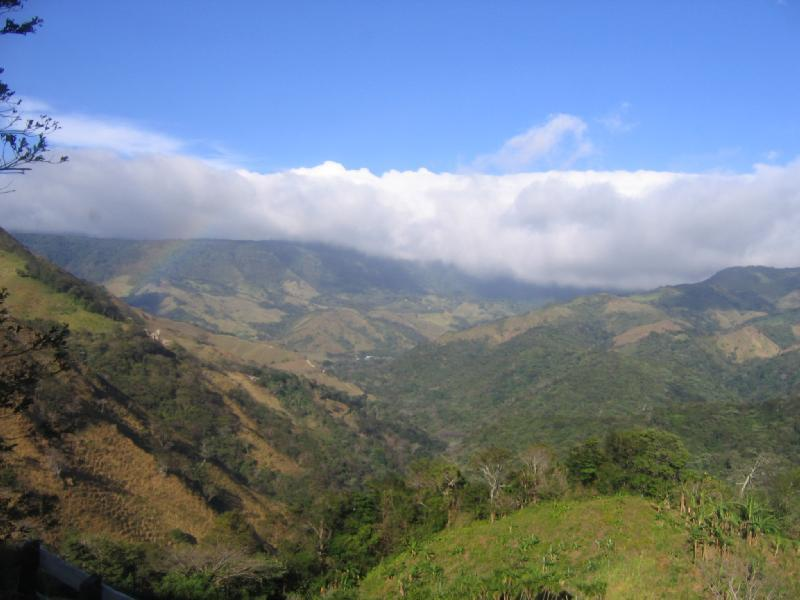
La réserve biologique Bosque Nuboso Monteverde au Costa Rica, un domaine du Sarcoramphe roi.

On le trouve sur environ 14 millions de kilomètres carrés entre le sud du Mexique et le nord de l'Argentine. En Amérique du Sud, il ne vit pas à l'ouest de la cordillère des Andes, sauf dans l'ouest de l'Équateur, au nord-ouest de la Colombie et du nord-ouest du Venezuela. Il vit essentiellement dans les forêts primaires des plaines tropicales ainsi que dans les savanes et les prairies situées à proximité de ces forêts. On le voit souvent près des marais et des endroits marécageux dans les forêts. Il est souvent le plus abondant, ou même le seul, vautour présent dans les forêts primaires des plaines de son espace de distribution, mais dans la forêt amazonienne, il est généralement plus rare que le grand urubu tandis qu'il est généralement surpassé en nombre par les Urubus à tête jaune, à tête rouge et noirs dans les habitats plus ouverts. Généralement, ils ne vivent pas au-dessus de 1 200 mètres Ils habitent les nouvelles forêts ou au-dessus de la canopée.

## Écologie et comportement

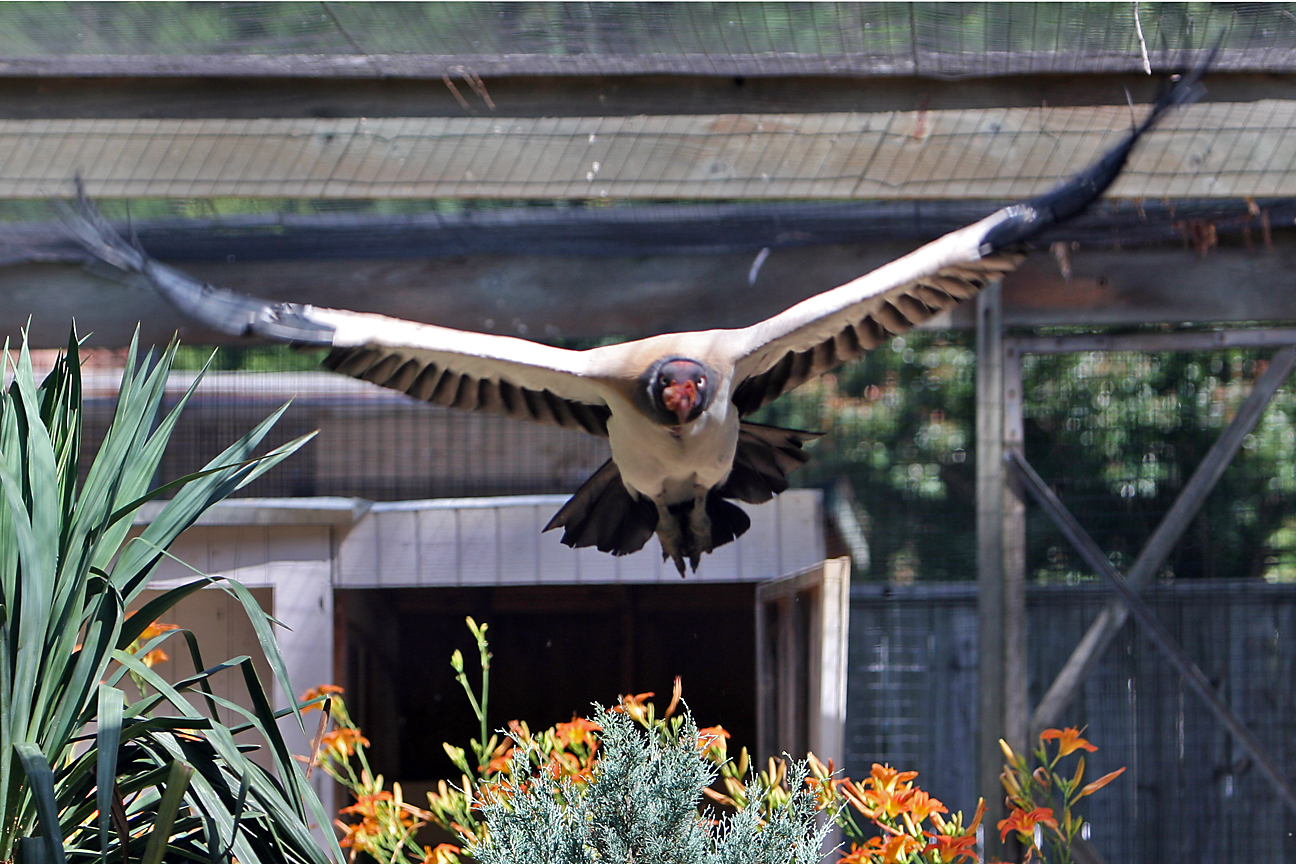
Sarcoramphe roi en vol.

Le Sarcoramphe roi est un excellent planeur, volant parfois pendant des heures sans battre des ailes. En vol, il tient ses ailes légèrement en V, ou à l'horizontale avec les extrémités redressées et, de loin, il peut sembler ne pas avoir de tête. Ses battements d'aile sont amples et puissants. En dépit de sa taille et de ses couleurs voyantes, il passe tout à fait inaperçu quand il est perché dans les arbres. Même perché, il tient la tête basse et poussée vers l'avant. Il est sédentaire et, à la différence des urubus, il vit généralement seul ou en petits groupes familiaux. Cependant, il peut se rassembler en grands groupes autour d'une carcasse. Il peut vivre jusqu'à 30 ans en captivité, mais sa durée de vie dans la nature est inconnue. Il utilise l'urohydrosis, la défécation sur ses jambes, pour réduire sa température corporelle. En dépit de son bec puissant et de sa grande taille, il est relativement inoffensif et normalement préfère fuir plutôt que de se battre. Il n'a pas de syrinx de sorte qu'il ne peut émettre que de petits sons à type de craquements ou de sifflements. Ses seuls prédateurs naturels sont les serpents, qui se nourrissent de ses œufs et des jeunes, et les grands félins comme le jaguar, qui peuvent le surprendre et tuer un adulte.

### Alimentation
Le Sarcoramphe roi se nourrit uniquement de charognes, et, contrairement à certains vautours du Nouveau Monde, on n'a pas connaissance qu'il achève de tuer des animaux malades ou mourants pour se nourrir. Il mange souvent les poissons échoués le long des berges mais ne vient pas dans les décharges villageoises pour récupérer les denrées alimentaires. Même s'il a une vue perçante qui pourrait lui permettre de trouver sa nourriture, il existe deux théories sur la façon dont il trouve précisément les charognes. Certains prétendent qu'il utilise son sens de l'odorat pour trouver les cadavres d'animaux,. D'autres estiment qu'il n'a pas d'odorat et suit les urubus, qui ont un sens de l'odorat poussé, pour trouver les carcasses,,. Une étude récente a démontré que le Sarcoramphe roi pouvait trouver des charognes dans la forêt sans l'aide d'autres vautours, suggérant qu'il pouvait localiser sa nourriture à l'aide de son seul odorat. Il mange surtout des charognes dans la forêt, même si on sait qu'il peut s'aventurer au-dessus des savanes voisines pour rechercher sa nourriture. Une fois qu'il a trouvé une carcasse, le Sarcoramphe chasse les autres vautours grâce à sa taille et à son fort bec. Cependant, face au Condor des Andes, il se retire toujours.
Utilisant son bec pour entailler la peau, c'est lui qui fait la première coupe dans une nouvelle carcasse. Cela permet aux vautours plus petits, au bec plus faible, qui ne peuvent pas ouvrir une carcasse, d'y avoir accès après que le Sarcoramphe roi s'est nourri. Il a une langue râpeuse, ce qui lui permet de retirer la moelle des os. Généralement, il ne se nourrit que de la peau et des parties les plus dures des tissus de la carcasse.

### Reproduction
Un Sarcoramphe roi est sexuellement mature vers l'âge de quatre ou cinq ans. Les oiseaux se reproduisent principalement pendant la saison sèche qui débute en mars. Les couples réalisant une parade nuptiale au cours de laquelle les deux oiseaux décrivent des cercles dans le ciel avant de s'accoupler tout en battant des ailes et émettant des sifflements. Les couples durent toute la vie et généralement la femelle pond un seul œuf entièrement blanc, sans faire de nid, simplement dans le creux d'un arbre. Pour protéger l'œuf d'éventuels prédateurs, les Sarcoramphes gardent autour de celui-ci des produits nauséabonds. Les deux parents couvent l'œuf pendant 32 à 38 jours. Si l'œuf n'éclot pas, il est souvent remplacé après environ six semaines. Les jeunes sont nidicoles, impuissants à la naissance. Les poussins sont sans plume à la naissance mais ils acquièrent rapidement des plumes noires. Ils n'auront leur plumage blanc définitif qu'à l'âge de cinq ou six ans. À la naissance, ils sont nourris avec de la viande qui, régurgitée par le mâle, leur est directement déposée dans le bec par leurs parents, puis les parents se contenteront simplement de régurgiter la viande sur le sol. Le jeune reste au nid pendant trois mois, est dépendant de ses parents pendant encore cinq mois et reste souvent avec eux les deux premières années de sa vie.

## Conservation
Cet oiseau est considéré comme peu menacé par l'UICN avec, selon les estimations, un domaine de distribution de quatorze millions de kilomètres carrés et une population estimée entre 10 000 et 100 000 individus en liberté. Cependant, cette population est en voie de déclin même si ce déclin n'est pas suffisamment important pour menacer pour l'instant l'espèce de disparition. Cette diminution a deux grandes causes: la disparition de son habitat et le braconnage.

## Relations avec les humains

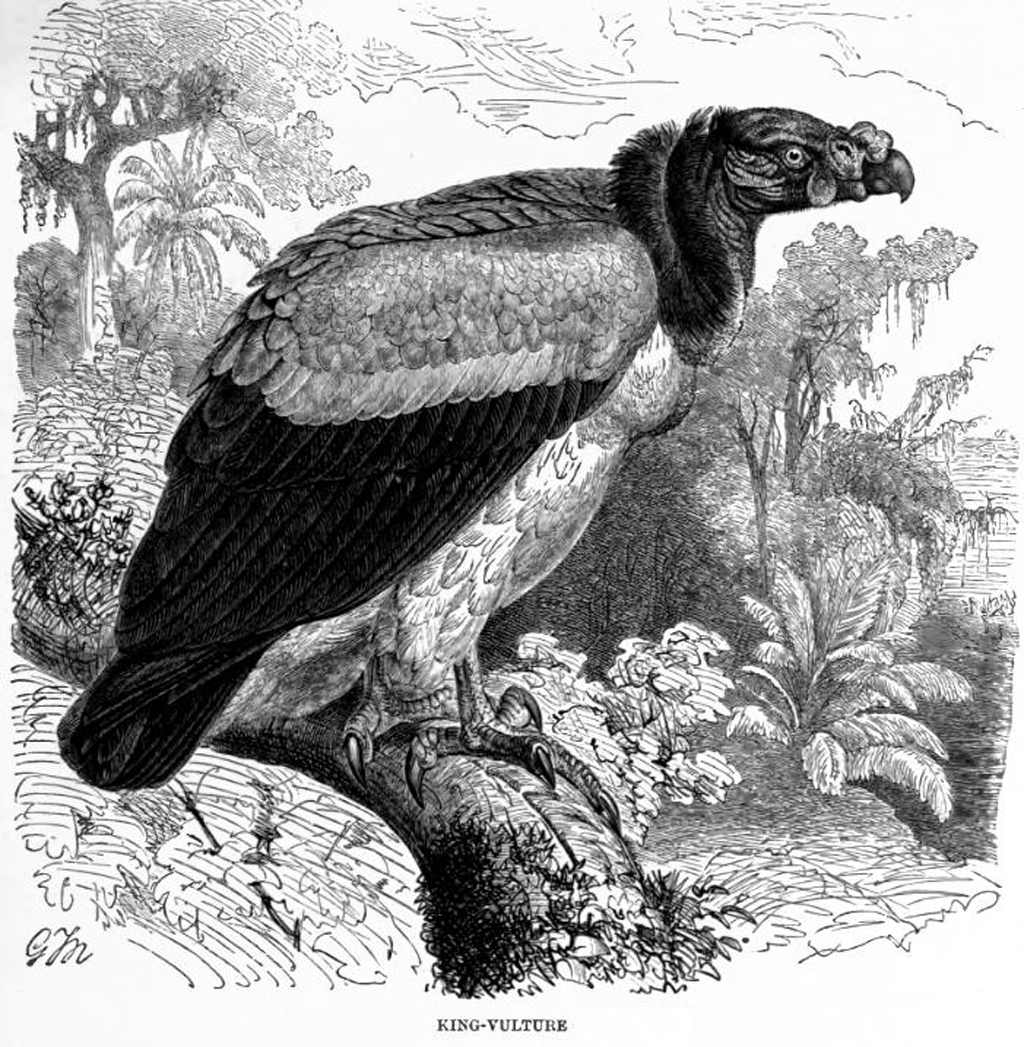
Illustration d'un Sarcoramphe roi réalisée en 1895 par Richard Lydekker.

Le Sarcoramphe roi est l'une des espèces d'oiseaux les plus communément représentées dans les codex mayas. Son glyphe est facile à reconnaitre par la caroncule sur le bec et par les cercles concentriques qui représentent les yeux de l'oiseau. Parfois, l'oiseau est représenté comme un dieu à corps d'homme et à tête d'oiseau. Selon la mythologie maya, ce dieu transmet des messages entre les humains et les autres dieux. Il est également utilisé pour représenter Cozcaquauhtli, le treizième jour du mois dans le calendrier maya.
Les paysans sud-américains croyaient que, si l'ombre d'un Sarcoramphe passait sur une personne, celle-ci connaitrait le malheur ou la mort. Le sang et les plumes de l'oiseau étaient également utilisés pour guérir des maladies. Le Sarcoramphe roi est aussi un sujet populaire de la philatélie des pays où il vit. Il est apparu sur un timbre au Salvador en 1963, au Belize en 1978, au Guatemala en 1979, au Honduras en 1997, en Bolivie en 1998 et au Nicaragua en 1999.
En raison de sa grande taille et de sa beauté, il constitue l'une des principales attractions de plusieurs zoos comme le zoo d'Honolulu, le zoo de Belize et le jardin zoologique de Berlin. Il se reproduit bien en captivité, mais les adultes en captivité ont tendance à tuer les nouveau-nés. Cette coutume n'a pas été observée dans la nature. Déterminer le sexe d'un nouveau-né en captivité est difficile en raison de la grande quantité de graisse des oisillons pendant les six premiers mois de leur existence et du manque de développement des gonades chez l'oiseau dans sa première année de vie. Le Sarcoramphe roi est l'une des rares espèces d'oiseaux possédant un livre généalogique qui, en 2007, était tenu par Brian Tierney au zoo du Bronx.